# Trichamechana marmorata
Trichamechana marmorata är en skalbaggsart som beskrevs av Stefan von Breuning 1938. Trichamechana marmorata ingår i släktet Trichamechana och familjen långhorningar.
Artens utbredningsområde är Laos. Inga underarter finns listade i Catalogue of Life.